# Iwan Roczew
Iwan Aleksiejewicz Roczew (ros. Иван Алексеевич Рочев, ur. 22 października 1906 w guberni archangielskiej, zm. 24 sierpnia 1980 w Syktywkarze) – przewodniczący Prezydium Rady Najwyższej Komijskiej ASRR (1945-1949).
Członek WKP(b), ukończył szkołę budownictwa radzieckiego i partyjnego 1 stopnia, a w 1932 Archangielski Uniwersytet Komunistyczny, później był m.in. redaktorem gazety "Recznik Peczory" i I sekretarzem dwóch komitetów rejonowych WKP(b) w Komijskiej ASRR, a do października 1941 I sekretarzem Peczorskiego Komitetu Okręgowego WKP(b). 1943-1944 zastępca sekretarza Komitetu Obwodowego WKP(b) Republiki Komi ds. hodowli, od 1945 do czerwca 1949 przewodniczący Prezydium Rady Najwyższej Komijskiej ASRR, 1949-1950 II sekretarz Komijskiego Komitetu Obwodowego WKP(b), 1950-1953 słuchacz Wyższej Szkoły Partyjnej przy KC WKP(b)/KPZR, 1953-1955 zastępca przewodniczącego Rady Ministrów Komijskiej ASRR, od kwietnia 1955 do marca 1959 minister ubezpieczeń społecznych Komijskiej ASRR. Odznaczony Orderem Lenina (1946) i Orderem Znak Honoru (1942).